# Землетрус і цунамі у Флоресі (1992)
Землетрус і цунамі у Флоресі 1992 року сталися 12 грудня на острові Флорес в Індонезії. З магнітудою 7,8 і максимальною інтенсивністю Меркаллі VIII (сильний) це був найбільший, а також найбільш смертоносний землетрус у 1992 році та в регіоні Малих Зондських островів.

## Опис
Землетрус стався о 13:29:26 WITA і супроводжувався кількома серйозними афтершоками. Щонайменше 2500 людей загинули або пропали безвісти поблизу Флореса, у тому числі 1490 у Маумері та 700 у Бабі. Понад 500 людей отримали поранення, 90 тисяч залишилися без даху над головою.  На Калаотоа було вбито 19 людей і зруйновано 130 будинків.  Збитки оцінили в понад 100 мільйонів доларів США. Приблизно 90% будівель було зруйновано в Маумере, найбільш постраждалому місті, внаслідок землетрусу та наступного цунамі, тоді як від 50% до 80% будівель на Флоресі було пошкоджено або зруйновано.  Електропостачання в загальній зоні та порту Маумере було відключено. Лікарня Маумера була повністю зруйнована, а пацієнтів лікували в наметах. Пошкодження також зазнали Сумба та Алор. 

### Цунамі
Цунамі на Флоресі простягалося вглиб суші на 300 метрів з висотою хвиль 25 метрів. 

## Допомога
Уряд Індонезії направив рятувальні місії в райони, що постраждали від землетрусу, і оголосив землетрус національним лихом. ВПС Індонезії надали допомогу, в основному транспортуючи медикаменти та одяг. Малярія та грип значно зросли після катастрофи. Ті, що вижили на острові Бабі, були евакуйовані, оскільки всі будинки на острові були знесені. Міжнародні зусилля з надання допомоги були перешкоджені початком сезону дощів.
Уряд Індонезії також звернувся за допомогою до міжнародної спільноти. Такі агенції, як Азійський банк розвитку в Азії разом зі Світовим банком, Австралійським агентством з міжнародного розвитку, Японським фондом заморського співробітництва та іншими, доклали скоординованих зусиль для підтримки реконструкції. Кожне агентство зосередилося на секторах і місцях, у яких воно мало досвід.